# Shana Dale
Pour les articles homonymes, voir Dale.
Shana Dale (née en 1964 en Géorgie) est une juriste et femme politique américaine.  Elle a été administratrice adjointe de la NASA dans l'administration de George W. Bush de 2005 à 2009. 